# Jet
A Jet ausztrál rockegyüttes. 2001-ben alakultak Melbourne-ben. 2012-ben feloszlottak, majd 2016-ban újra összeálltak. Legismertebb daluk az "Are You Gonna Be My Girl?". Összesen 6.5 millió albumot adtak el Ausztráliában és világszerte.

## Tagok
- Nic Cester – ének, ritmusgitár, zongora, tamburin (2001–2012, 2016–)
- Cameron Muncey – gitár, ének (2001–2012, 2016–)
- Chris Cester – dob, ütős hangszerek, vokál, gitár (2001–2012, 2016–)
- Mark Wilson – basszusgitár, billentyűk, vokál, harmonika (2002–2012, 2016–)

Koncerteken fellépő tagok
- Louis Macklin – billentyűk, ütős hangszerek (2009–2010, 2017–)

Korábbi tagok
- Doug Armstrong – basszusgitár (2001–2002)
- Jason Doukas – billentyűk (2001)

Korábbi ideiglenes/koncerteken fellépő tagok
- Stevie Hesketh – billentyűk, ütős hangszerek (2004–2008)
- A Wolfgramm nővérek – vokál (2017)

## Diszkográfia
- Get Born (2003)
- Shine On (2006)
- Shaka Rock (2009)